# Рассолода
Рассоло́да (якут. Ороссолуода, ранее — Россолода) — село в Мегино-Кангаласском улусе Республики Саха (Якутия), на правом берегу реки Лена в 40 км к югу от районного центра Нижнего Бестяха. Административный центр и единственный населённый пункт муниципального образования «Сельское поселение Рассолодинский наслег».

## История
Жители села бережно хранят историю своего наслега. Исторически, Рассолодинский наслег был основан в XIX веке, официально в 1847 году после разделения Кангаласского улуса на Восточно-Кангаласский и Западно-Кангаласский улусы. С 1860 г. был центром Восточно-Кангаласского улуса.
Главой улуса был назначен Николай Данилов. После него, в течение 20 лет, главой улуса являлся -
Филипп Иванович Лепчиков (1802—1893 г.г.). Затем эта должность перешла к его сыну Прокопию Филипповичу Лепчикову. Сохранилась легенда о том, что в бытность последнего главы Восточно-Кангаласского улуса у него гостили генерал-губернатор Восточной Сибири А. Н. Селиванов и губернатор Якутии В. Н. Скрипицын.
После Лепчиковых, главой Восточно-Кангаласского улуса был коренной житель Рассолоды, обладатель звания «Почетный инородец», награждённый золотой медалью со Станиславской лентой, Герасим Иванович Соловьев. Он главенствовал 25 лет. Одним из знаменитых богатых меценатов Восточно-Кангаласского улуса является уроженец Качикатского наслега Семен Петрович Барашков, первым в Восточно-Кангаласском улусе построивший электростанцию, кирпичный комбинат и внедривший в хозяйство сепаратор и сеноуборочные машины.
В 1872 г. по решению глав наслегов Восточно Кангаласского улуса и в выполнение циркуляра генерал-губер Рассолода Восточной Сибири о развитии народного образования, было постановлено открыть народное училище. Здание училища построил на свои средства улусный глава Г. И. Соловьев. В 1874 г. состоялось его открытие. Этот год считается началом распространения образования в улусе.
В 1965 г. колхозы объединились в колхоз им. Сталина. В это время в Рассолоде начинает развиваться овощеводство и картофелеводство. В 1967 г. был образован совхоз им. Ленина, имеющий 7 отделений, в 1992 г. восстановлен статус — наслега. В селе Рассолода, овощеводство и картофелеводство, сохраняется и по сей день. Наряду с этим, население занимается и разведением скота.

## География
Территория МО «Рассолодинский наслег» расположена на правом берегу реки Лена, в 75 км от бывшего улусного центра с. Майя и в 41 км от нового улусного центра п. Нижний Бестях.
Земли наслега граничат с южной стороны — с Хангаласским улусом, с восточной стороны со II Тыллыминским наслегом, с северной стороны с Хаптагайским наслегом.
Проект черты населенного пункта разработанная ОАО «Сахагипрозем» в 2006 году по заказу МИО РС (Я). По указанному проекту: площадь населенного пункта составляет 252 га., площадь застроенной части 166 га.

## Население
| 500 |

| 2002 | 2010 | 2012 | 2013 | 2014 | 2015 | 2016 |
| ---- | ---- | ---- | ---- | ---- | ---- | ---- |
| 566  | ↘472 | →472 | ↘468 | ↘450 | ↘446 | ↘439 |
| 2017 | 2018 | 2019 | 2020 | 2021 |      |      |
| ↗450 | ↘438 | ↗442 | ↘431 | →431 |      |      |

Население — 0,5 тыс. чел. (1989 г.). По данным местной администрации на 01.01.2001 года здесь проживало 496 человек. Население на 2010 г. — 472 чел.

## Инфраструктура
В селе имеется здание клуба 1976 года постройки.
В селе — бригада коллективного предприятия «Торут», основные производства — мясо-молочное скотоводство, мясное табунное коневодство. Имеются Дом культуры, средняя общеобразовательная школа, учреждения здравоохранения и торговли.
Детский сад «Кунчээн»
Детский сад «Кунчээн» («Солнышко») работает с 1972 года, который входит в число лучших детских садов улуса. Здание детского сада дореволюционной постройки, в котором 1971 году был произведен капитальный ремонт, рассчитано на посещение 40 детей. Структура работы детского сада — агрономическое и трудовое воспитание дошкольников. Детский сад выращивает овощи на территории здания, арендует пашни под картофель, морковь, свеклу.
Агротехническая школа
В селе Рассолода находится одно из самых старейших школ в Якутии и первая в Мегино-Кангаласском районе (улусе). Она впервые открылась в 1874 году. И отпраздновала в 2009 году своё 135 год со дня основания. Учебный корпус общеобразовательной школы построен в 1971 году. А в 29 декабря 2012 года было запущено в эксплуатацию новое здание средней школы на 120 мест.
Имеется филиал улусной детской музыкальной школы, художественный класс, филиал улусной детской юношеской спортивной школы по настольному теннису. Работают различные кружки, секции: танцевальный, вокально-инструментальный ансамбль «Айхал» и т. д.
Учебное заведение располагает собственным агротехнологическим центром «Сатабыл», в котором ведется производственное обучение учащихся, они приобщаются к научно-исследовательской работе. На базе центра функционируют научно-исследовательский лагерь «Аквилегия», лагерь трудового и предпринимательского направления «Уолан».
Железнодорожная станция
В 11 км к югу от села находится одноимённая станция Амуро-Якутской железнодорожной магистрали.